# Franck Mwe di Malila

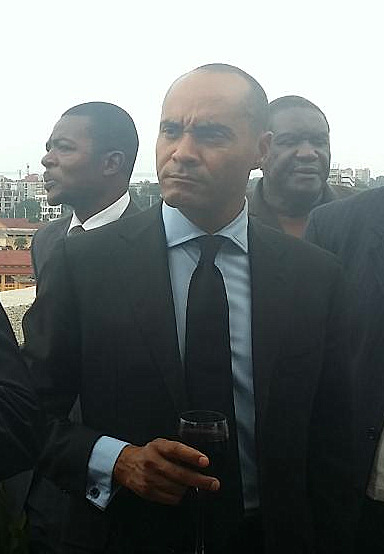
Franck Mwe di Malila

Franck Mwe di Malila (* 22. Januar 1968 in Kinshasa) war ein kongolesischer Politiker und seit dem 30. April 2019 Interimsvize-Premierminister sowie Vize-Außenminister seines Landes. Er ist Berater und Schwiegersohn des ehemaligen kongolesischen Senatspräsidenten Léon Kengo Wa Dondo. Er war Vizeminister für internationale Beziehungen und regionale Integration sowie Vize-Planungsminister und Minister für Tourismus.
Er stammt von der Mwe-di-Malila-Familie, die zu den bekanntesten Familien von Kinshasa, Bas-Kongo und Cabinda gehören. “Mwe di”, ein Adelsprädikat, stammt von dem Begriff Mwene  (Kikongo), dem traditionellen Titel der Herrscher und Prinzen des Kongoreichs.

## Biographie

### Kindheit und Jugend
Franck Mwe di Malila wuchs in der Hauptstadt der Demokratischen Republik Kongo, Kinshasa, sowie Belgien auf. Sein Vater ist der aus dem Kongo und der Schweiz stammende Immobilienunternehmer, Präsident der Woyo-Allianz und Fußballfunktionär des Fußballclubs L'AS Dragons Kinshasa, Edouard Lendje Héritier Mwe di Malila Apenela.
Er besuchte die Grundschule Lycée Français de Kinshasa und anschließend die Ecole des Carrières in Soignies in Belgien. Er studierte Geisteswissenschaften an dem Collège Saint Vincent de Soignies und absolvierte am College CERIA de Bruxelles ein Studium in den Lehrgängen Betriebsadministration, Organisation und Entwicklung, wo er mit einem Diplom abschloss.

### Geschäftliche Tätigkeiten
Von 1992 bis 1994 war Frank Mwe di Malila verantwortlich für den Geschäftsbereich Administration in dem Unternehmen Exxon in Kinshasa. Anschließend, von 1994 bis 1997 war er Geschäftsführer des Unternehmens Zaïre Technical Service.

## Politische Laufbahn

### Berater
Neben seinen Tätigkeiten als Firmenmanager war er von 1993 bis 1997 privater Berater des Direktors des kongolesischen Kabinetts der Republik unter Mobutu. Seit 2007 arbeitet er mit den Senatspräsidenten, Léon Kengo zusammen. Mit seiner Tochter, Marie-Claire Kengo, ist er verheiratet. Sie haben drei gemeinsame Kinder, welche im Kongo und Belgien aufgewachsen sind. Durch die Eheschließung des politisch motivierten Franck Mwe di Malila entstand eine intensive Zusammenarbeit zwischen ihm und seinem Schwiegervater. Dadurch wurde er zum persönlichen Berater des amtierenden Senatspräsidenten, eine Rolle, die er bis zu seinem Eintritt in die Regierung beibehalten wird.

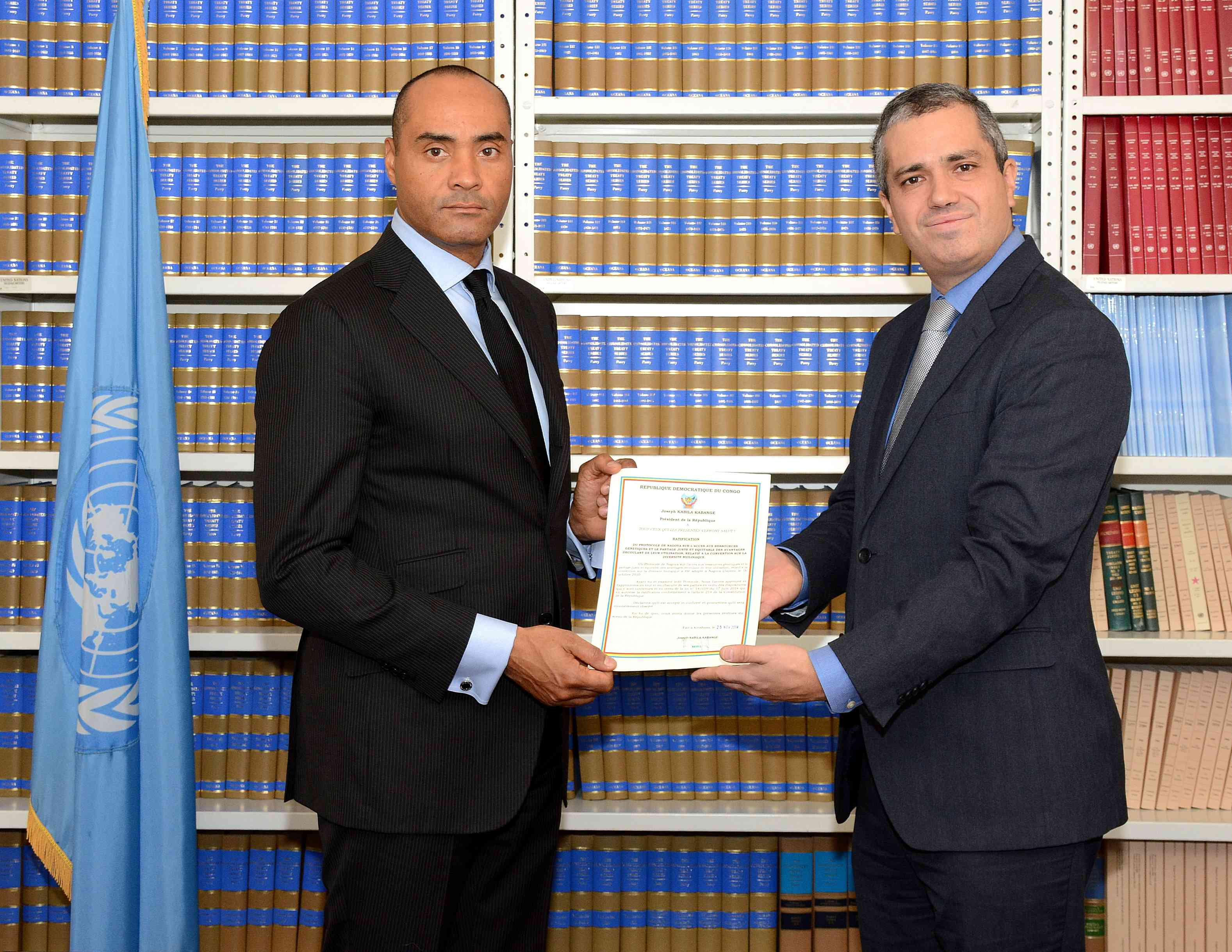
Frank Mwe di Malila

### Technisches Sekretariat der Concertations nationales
Am 8. August 2013 wurde er unter anderem als Mitglied und Berater des Technischen Sekretariats gewählt. Das Technische Sekretariat ist Teil der Concertations nationales, deren Vorsitz die Präsidenten beider Kammern im Parlament, Léon Kengo wa Dondo und Aubin Minaku, bekleiden. Das Sekretariat besteht aus einem Koordinator, seinem Stellvertreter sowie 14 thematische Berater und zwei Finanzberater. Laut einer Ankündigung des Präsidenten Joseph Kabila im Dezember 2012 soll die nationalen Konsultationen eine „nationale Einheit“ schaffen im Angesicht des Krieges in Nord-Kivu. Im Juni 2013 unterzeichnete er eine Anordnung, um eine solche Concertation zu bilden, und übertrug deren Gründung und Verwaltung den Präsidenten beider Kammern des Parlaments.

### Stellvertretender Minister für internationale Beziehungen und nationale Integration
Am 7. Dezember 2014 wurde er von dem gegenwärtigen Präsidenten der Demokratischen Republik Kongo, Joseph Kabila, zum Vizeminister für internationale Beziehungen und regionale Integration ernannt.

## Sonstiges
Franck Mwe di Malila befindet sich in einem Rechtsstreit mit seiner Familie bzw. seinen 15 Geschwistern. Gegenstand des Rechtsstreites ist der Nachlass seines am 7. Juni 2014 verstorbenen Vaters, der nach seinem Tod seinen zahlreichen Kindern ein großes Immobilienimperium hinterließ. Bei einer öffentlichen Anhörung am 4. Februar erkannte der oberste Gerichtshof von Kinshasa Gombe in einem Urteil nur vier Kinder als legitime Erben an, zu denen Franck Mwe di Malila gehört. 15 andere potenzielle Erben hatten gegen das Urteil geklagt und Revision eingelegt. Ziel ist es, die Aufhebung dieses Urteils zu erreichen. Dem Quartett wird vorgeworfen, das Gericht anhand gefälschter Papiere getäuscht zu haben. Nach einer Gemeinderatssitzung der Familie am 17. August wurden 19 Kinder als legitime Erben identifiziert, und die vier ältesten Brüder wurden nur lediglich vorläufig als legitime Erben anerkannt und sollten die restlichen Erben vertreten. Sie bildeten ein Komitee, welches sechs Monate Zeit hatte, eine Inventur zu erstellen. Nach Ablauf dieser Frist fühlte sich das Quartett nicht mehr an die Vereinbarungen verpflichtet und stimmte keinem Vergleich mit den restlichen Geschwistern zu. Einer der Anwälte der Kläger verfasste eine Beschwerde mit dem Argument, dass das Urteil nicht Teile der Kläger enthielt.